# Cantó de Grand-Bourg
El cantó de Grand-Bourg és una divisió administrativa francesa situat al departament de Guadalupe a la regió de Guadalupe.

## Composició
El cantó comprèn la comuna de Grand-Bourg.

## Administració
| Període                                  | Identitat    | Partit        | Qualitat |
| ---------------------------------------- | ------------ | ------------- | -------- |
| 1996-2008                                | José Pasbeau | FGPS          |          |
| 2008-                                    | Jean Girard  | Divers gauche |          |
| Les dades anteriors no són pas conegudes |              |               |          |